# Élections législatives de 1997 dans le Gard
Les élections législatives françaises de 1997 se déroulent le 25 mai et le 1er juin 1997. Dans le département du Gard, cinq députés sont à élire dans le cadre de cinq circonscriptions.

## Élus
| Circonscription | Député sortant   | Parti | Parti     | Député élu ou réélu | Parti | Parti |
| --------------- | ---------------- | ----- | --------- | ------------------- | ----- | ----- |
| 1e              | Jean Bousquet    |       | UDF (Rad) | Alain Clary         |       | PCF   |
| 2e              | Jean-Marie André |       | UDF (PR)  | Alain Fabre-Pujol   |       | PS    |
| 3e              | Gilbert Baumet   |       | MDR       | Gérard Revol        |       | PS    |
| 4e              | Max Roustan      |       | UDF (PR)  | Patrick Malavieille |       | PCF   |
| 5e              | Alain Danilet    |       | RPR       | Damien Alary        |       | PS    |

## Résultats

### Résultats à l'échelle du département
| Parti          | Parti                                    | Premier tour | Premier tour | Second tour | Second tour | Sièges |
| Parti          | Parti                                    | Voix         | %            | Voix        | %           | Sièges |
| -------------- | ---------------------------------------- | ------------ | ------------ | ----------- | ----------- | ------ |
|                | Parti socialiste                         | 56 724       | 20,77        | 89 941      | 30,51       | 3      |
|                | Parti communiste français                | 49 782       | 18,23        | 52 487      | 17,80       | 2      |
|                | Les Verts                                | 6 217        | 2,28         |             |             | 0      |
|                | Divers gauche dont MDC                   | 6 213        | 2,27         | 0           |             |        |
|                | Gauche plurielle                         | 118 936      | 43,54        | 142 428     | 48,31       | 5      |
|                |                                          |              |              |             |             |        |
|                | Union pour la démocratie française       | 40 983       | 15,00        | 69 976      | 23,74       | 0      |
|                | Rassemblement pour la République         | 26 334       | 9,64         | 49 539      | 16,80       | 0      |
|                | La Droite indépendante                   | 6 674        | 2,44         |             |             | 0      |
|                | Mouvement des réformateurs               | 6 314        | 2,31         | 0           |             |        |
|                | Droite parlementaire                     | 80 305       | 29,40        | 119 515     | 40,54       | 0      |
|                |                                          |              |              |             |             |        |
|                | Front national                           | 58 166       | 21,29        | 32 866      | 11,15       | 0      |
|                | Divers écologiste dont LT-LNÉ, MÉI et GÉ | 10 127       | 3,71         |             |             | 0      |
|                | Extrême gauche dont LCR, LO et PT        | 3 936        | 1,44         | 0           |             |        |
|                | Divers                                   | 1 680        | 0,62         | 0           |             |        |
|                |                                          |              |              |             |             |        |
| Inscrits       | Inscrits                                 | 414 448      | 100,00       | 414 359     | 100,00      | 5      |
| Abstentions    | Abstentions                              | 127 485      | 30,76        | 104 048     | 25,11       |        |
| Votants        | Votants                                  | 286 963      | 69,24        | 310 311     | 74,89       |        |
| Blancs et nuls | Blancs et nuls                           | 13 813       | 4,81         | 15 502      | 5           |        |
| Exprimés       | Exprimés                                 | 273 150      | 95,19        | 294 809     | 95          |        |

### Résultats par circonscription

#### Première circonscription (Nîmes)
| Candidat                     | Candidat              | Parti             | Premier tour | Premier tour | Second tour | Second tour |  |
| Candidat                     | Candidat              | Parti             | Voix         | %            | Voix        | %           |  |
| ---------------------------- | --------------------- | ----------------- | ------------ | ------------ | ----------- | ----------- |  |
|                              | Yvan Lachaud          | UDF (FD)          | 12 304       | 26,57        | 20 819      | 40,49       |  |
|                              | Serge Martinez        | FN                | 11 782       | 25,45        | 9 413       | 18,31       |  |
|                              | Alain Clary élu       | PCF               | 10 100       | 21,81        | 21 185      | 41,20       |  |
|                              | Bernard Finiel        | PS                | 7 120        | 15,38        |             |             |  |
|                              | Martine Gros Aguilera | Les Verts         | 1 257        | 2,71         |             |             |  |
|                              | Régis Martin          | LDI (MPF)         | 813          | 1,76         |             |             |  |
|                              | Christian Lacour-Olle | Divers gauche     | 627          | 1,35         |             |             |  |
|                              | Catherine Dos Santos  | GÉ                | 624          | 1,35         |             |             |  |
|                              | Claire Starozinski    | MÉI               | 522          | 1,13         |             |             |  |
|                              | Denise Cavalie        | Divers écologiste | 368          | 0,79         |             |             |  |
|                              | Charles de Chambrun   | Divers droite     | 358          | 0,77         |             |             |  |
|                              | Laurent Aycard        | US4J              | 328          | 0,71         |             |             |  |
|                              | Michel Plantie        | PLN               | 99           | 0,21         |             |             |  |
|                              |                       |                   |              |              |             |             |  |
| Inscrits                     | Inscrits              | Inscrits          | 73 481       | 100,00       | 73 468      | 100,00      |  |
| Abstentions                  | Abstentions           | Abstentions       | 25 330       | 34,47        | 20 317      | 27,65       |  |
| Votants                      | Votants               | Votants           | 48 151       | 65,53        | 53 151      | 72,35       |  |
| Blancs et nuls               | Blancs et nuls        | Blancs et nuls    | 1 849        | 3,84         | 1 734       | 3,26        |  |
| Exprimés                     | Exprimés              | Exprimés          | 46 302       | 96,16        | 51 417      | 96,74       |  |
| Source : Assemblée nationale |                       |                   |              |              |             |             |  |

#### Deuxième circonscription (Beaucaire)
| Candidat       | Candidat                 | Parti             | Premier tour | Premier tour | Second tour | Second tour |  |
| Candidat       | Candidat                 | Parti             | Voix         | %            | Voix        | %           |  |
| -------------- | ------------------------ | ----------------- | ------------ | ------------ | ----------- | ----------- |  |
|                | Jean-Marie André sortant | UDF (PR)          | 16 390       | 27,42        | 26 203      | 39,43       |  |
|                | Max Janin                | FN                | 15 224       | 25,47        | 12 517      | 18,84       |  |
|                | Alain Fabre-Pujol élu    | PS                | 12 829       | 21,46        | 27 736      | 41,74       |  |
|                | Martine Gayraud          | PCF               | 8 831        | 14,77        |             |             |  |
|                | Michel Gaini             | Divers écologiste | 1 360        | 2,28         |             |             |  |
|                | Nadine Braud             | LDI (MPF)         | 1 260        | 2,11         |             |             |  |
|                | Claude Paoli             | GÉ                | 931          | 1,56         |             |             |  |
|                | Monique Amayon           | LT-LNÉ            | 898          | 1,5          |             |             |  |
|                | Antonella Mignot         | LCR               | 694          | 1,16         |             |             |  |
|                | Pascale Reynaud          | Extrême droite    | 604          | 1,01         |             |             |  |
|                | Aziz Aoudia              | Divers gauche     | 516          | 0,86         |             |             |  |
|                | Sylvain Dworczak         | Divers écologiste | 240          | 0,4          |             |             |  |
|                | André Hugonnet           | Divers gauche     | 0            | 0            |             |             |  |
|                |                          |                   |              |              |             |             |  |
| Inscrits       | Inscrits                 | Inscrits          | 92 546       | 100,00       | 92 535      | 100,00      |  |
| Abstentions    | Abstentions              | Abstentions       | 29 866       | 32,27        | 23 915      | 25,84       |  |
| Votants        | Votants                  | Votants           | 62 680       | 67,73        | 68 620      | 74,16       |  |
| Blancs et nuls | Blancs et nuls           | Blancs et nuls    | 2 903        | 4,63         | 2 164       | 3,15        |  |
| Exprimés       | Exprimés                 | Exprimés          | 59 777       | 95,37        | 66 456      | 96,85       |  |

#### Troisième circonscription (Bagnols-sur-Cèze)
| Candidat       | Candidat               | Parti             | Premier tour | Premier tour | Second tour | Second tour |  |
| Candidat       | Candidat               | Parti             | Voix         | %            | Voix        | %           |  |
| -------------- | ---------------------- | ----------------- | ------------ | ------------ | ----------- | ----------- |  |
|                | Jean-Marc Roubaud      | RPR               | 14 197       | 22,78        | 27 486      | 40,22       |  |
|                | Gérard Revol élu       | PS                | 13 941       | 22,37        | 29 921      | 43,78       |  |
|                | Marie-José Cros        | FN                | 12 999       | 20,86        | 10 936      | 16          |  |
|                | Laurette Bastaroli     | PCF               | 7 088        | 11,38        |             |             |  |
|                | Gilbert Baumet sortant | MDR               | 6 314        | 10,13        |             |             |  |
|                | Alain Bertolino        | Les Verts         | 2 015        | 3,23         |             |             |  |
|                | Brigitte Rouillaud     | LDI (MPF)         | 1 451        | 2,33         |             |             |  |
|                | Frédéric Boyer         | GÉ                | 899          | 1,44         |             |             |  |
|                | Marie-Anne Sabatier    | Divers écologiste | 772          | 1,24         |             |             |  |
|                | Marie-José Aurousseau  | Divers            | 767          | 1,23         |             |             |  |
|                | Mireille Kassabalian   | MDC               | 753          | 1,21         |             |             |  |
|                | Danielle Aurès         | LT-LNÉ            | 746          | 1,2          |             |             |  |
|                | Philippe Gamard        | Divers gauche     | 369          | 0,59         |             |             |  |
|                |                        |                   |              |              |             |             |  |
| Inscrits       | Inscrits               | Inscrits          | 93 212       | 100,00       | 93 198      | 100,00      |  |
| Abstentions    | Abstentions            | Abstentions       | 27 416       | 29,41        | 22 016      | 23,62       |  |
| Votants        | Votants                | Votants           | 65 796       | 70,59        | 71 182      | 76,38       |  |
| Blancs et nuls | Blancs et nuls         | Blancs et nuls    | 3 485        | 5,3          | 2 839       | 3,99        |  |
| Exprimés       | Exprimés               | Exprimés          | 62 311       | 94,7         | 68 343      | 96,01       |  |

#### Quatrième circonscription (Alès)
| Candidat       | Candidat                | Parti          | Premier tour | Premier tour | Second tour | Second tour |  |
| Candidat       | Candidat                | Parti          | Voix         | %            | Voix        | %           |  |
| -------------- | ----------------------- | -------------- | ------------ | ------------ | ----------- | ----------- |  |
|                | Patrick Malavieille élu | PCF            | 14 334       | 27,45        | 31 302      | 57,69       |  |
|                | Max Roustan sortant     | UDF (PR)       | 12 289       | 23,53        | 22 954      | 42,31       |  |
|                | Suzanne Coulet          | PS             | 9 785        | 18,74        | Retrait     | Retrait     |  |
|                | André Roudil            | FN             | 9 443        | 18,08        |             |             |  |
|                | Jocelyn Morales         | LDI (MPF)      | 1 597        | 3,06         |             |             |  |
|                | Pierre Alais            | Les Verts      | 1 343        | 2,57         |             |             |  |
|                | Michèle Villaneuva      | LO             | 1 281        | 2,45         |             |             |  |
|                | Christian Paoli         | GÉ             | 706          | 1,35         |             |             |  |
|                | Claude Meynadier        | LT-LNÉ         | 626          | 1,2          |             |             |  |
|                | Alain Rivron            | PT             | 370          | 0,71         |             |             |  |
|                | Martial Delannoy        | Divers gauche  | 320          | 0,61         |             |             |  |
|                | Pierre Villard          | Divers         | 133          | 0,25         |             |             |  |
|                |                         |                |              |              |             |             |  |
| Inscrits       | Inscrits                | Inscrits       | 77 179       | 100,00       | 77 150      | 100,00      |  |
| Abstentions    | Abstentions             | Abstentions    | 22 346       | 28,95        | 18 551      | 24,05       |  |
| Votants        | Votants                 | Votants        | 54 833       | 71,05        | 58 599      | 75,95       |  |
| Blancs et nuls | Blancs et nuls          | Blancs et nuls | 2 606        | 4,75         | 4 343       | 7,41        |  |
| Exprimés       | Exprimés                | Exprimés       | 52 227       | 95,25        | 54 256      | 92,59       |  |

#### Cinquième circonscription (Le Vigan)
| Candidat                     | Candidat              | Parti          | Premier tour | Premier tour | Second tour | Second tour |  |
| Candidat                     | Candidat              | Parti          | Voix         | %            | Voix        | %           |  |
| ---------------------------- | --------------------- | -------------- | ------------ | ------------ | ----------- | ----------- |  |
|                              | Damien Alary élu      | PS             | 13 049       | 24,84        | 32 284      | 59,41       |  |
|                              | Alain Danilet sortant | RPR            | 12 137       | 23,1         | 22 053      | 40,59       |  |
|                              | Jean-Michel Suau      | PCF            | 9 429        | 17,95        |             |             |  |
|                              | Olivier Masson        | FN             | 8 718        | 16,6         |             |             |  |
|                              | Lucien Affortit       | Divers gauche  | 1 807        | 3,44         |             |             |  |
|                              | Roger Travier         | Les Verts      | 1 602        | 3,05         |             |             |  |
|                              | Jean-Louis Estève     | LO             | 1 591        | 3,03         |             |             |  |
|                              | Jean Bardot           | LDI (MPF)      | 1 195        | 2,27         |             |             |  |
|                              | Sylvianne Hermann     | GÉ             | 785          | 1,49         |             |             |  |
|                              | Maryse Gelis-Clément  | MDC            | 669          | 1,27         |             |             |  |
|                              | Myrtille Pic          | LT-LNÉ         | 650          | 1,24         |             |             |  |
|                              | Michel Deshons        | US4J           | 556          | 1,06         |             |             |  |
|                              | Éric Peidro           | Divers gauche  | 268          | 0,51         |             |             |  |
|                              | Joëlle Guichard       | PLN            | 77           | 0,15         |             |             |  |
|                              |                       |                |              |              |             |             |  |
| Inscrits                     | Inscrits              | Inscrits       | 78 030       | 100,00       | 78 008      | 100,00      |  |
| Abstentions                  | Abstentions           | Abstentions    | 22 527       | 28,87        | 19 249      | 24,68       |  |
| Votants                      | Votants               | Votants        | 55 503       | 71,13        | 58 759      | 75,32       |  |
| Blancs et nuls               | Blancs et nuls        | Blancs et nuls | 2 970        | 5,35         | 4 422       | 7,53        |  |
| Exprimés                     | Exprimés              | Exprimés       | 52 533       | 94,65        | 54 337      | 92,47       |  |
| Source : Assemblée nationale |                       |                |              |              |             |             |  |